# Montchanin
Montchanin est une commune française située dans le département de Saône-et-Loire, en région Bourgogne-Franche-Comté.
La commune est située au cœur d'un important bassin houiller exploité entre les années 1820 et 1912 par les houillères de Montchanin.

## Géographie

### Localisation
Montchanin se situe à mi-chemin entre Le Creusot, ville de la métallurgie, et Montceau-les-Mines, ville minière.
Elle se situe aussi à quelques kilomètres de la plus grande ville du département, Chalon-sur-Saône. et non loin de Dijon également.
La commune, qui est la ville-centre son unité urbaine  et de son bassin de vie, se trouve dans l'aire d'attraction du Creusot et dans la zone d'emploi de Creusot-Montceau.

### Communes limitrophes
Les communes limitrophes sont  Saint-Eusèbe, Saint-Laurent-d'Andenay, Torcy et Écuisses.

### Géologie  et relief
La superficie de la commune est de 7,82 km2 ; son altitude varie de 298  à   351 mètres.
La commune repose sur le bassin houiller de Blanzy daté du Stéphanien (daté entre -307 et -299 millions d'années).

### Hydrographie

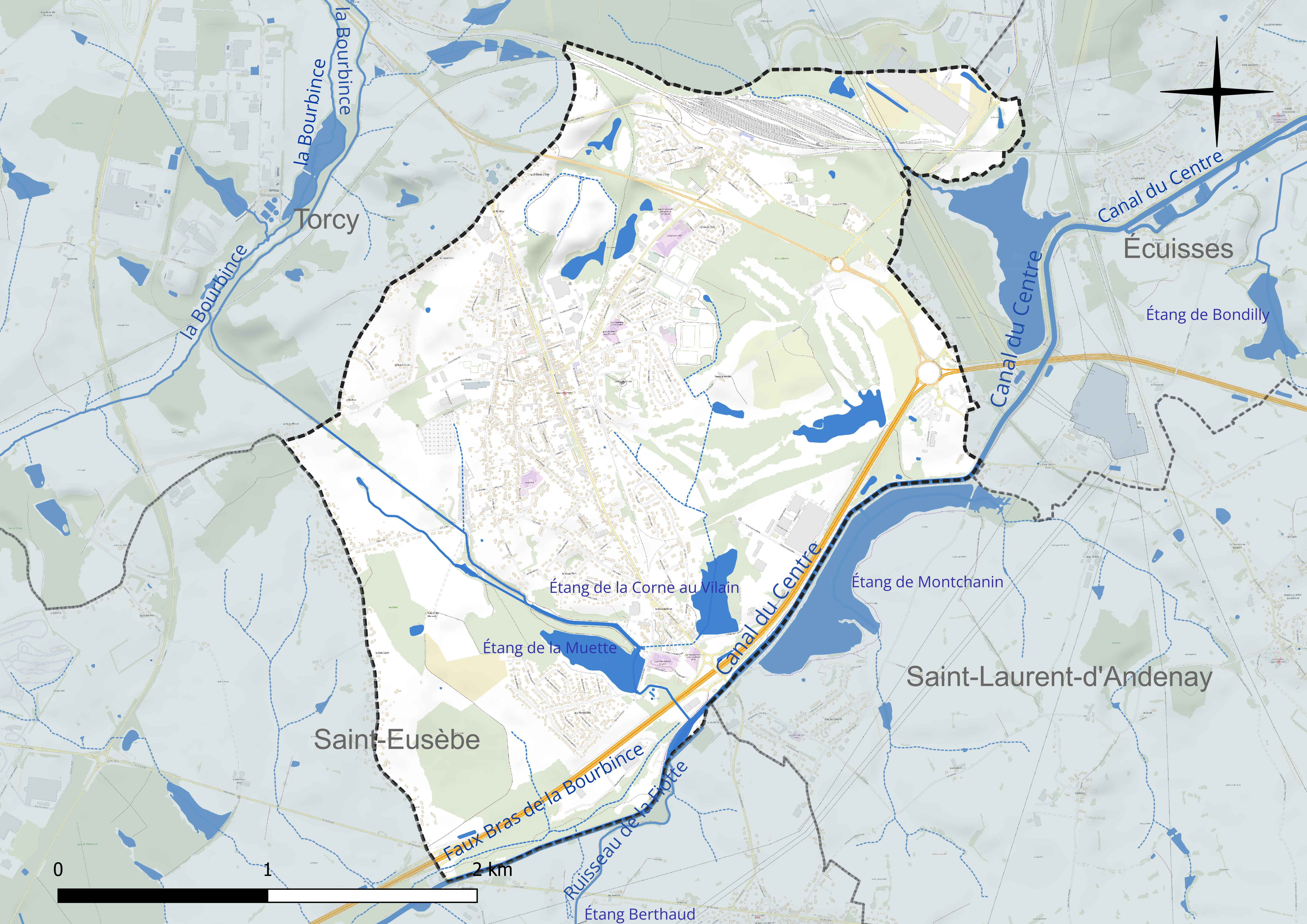
Carte hydrographique de la commune.

La commune est limitée à l'est par le Canal du Centre.
Plusieurs étangs s'y trouvent, ainsi qu'une rigole d'alimentation du canal.

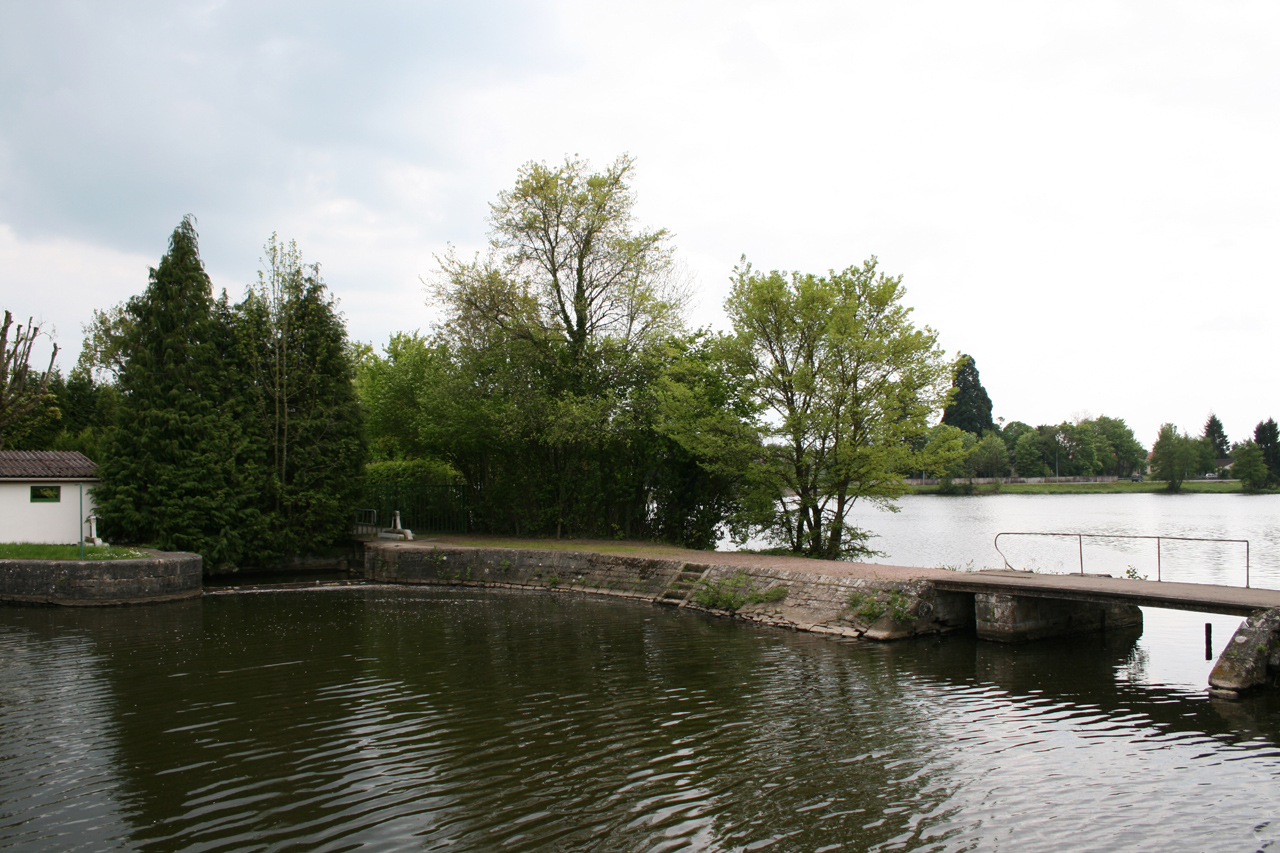
Le Port Schneider.
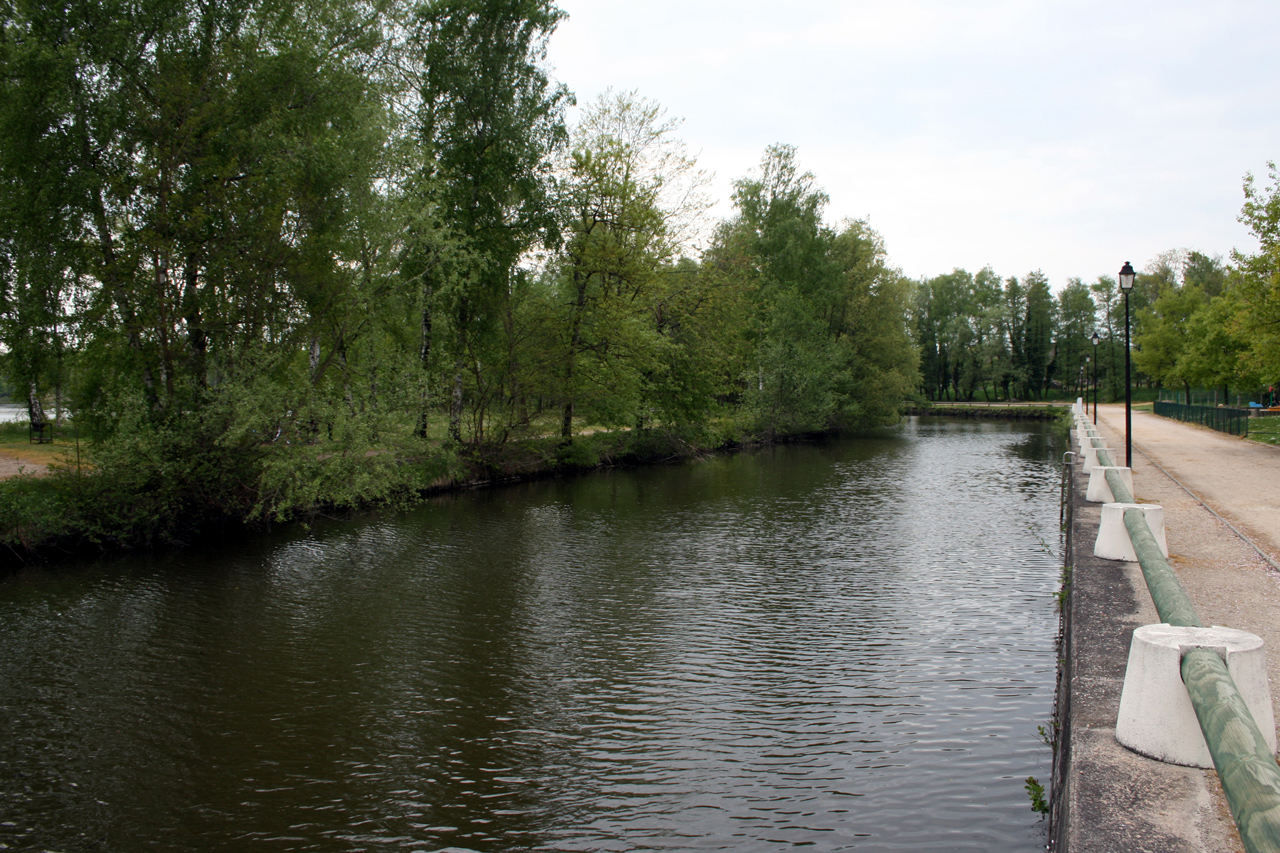
La rigole de Torcy.

### Climat
Pour des articles plus généraux, voir Climat de la Bourgogne-Franche-Comté et Climat de Saône-et-Loire.
En 2010, le climat de la commune est de type climat océanique dégradé des plaines du Centre et du Nord, selon une étude du Centre national de la recherche scientifique s'appuyant sur une série de données couvrant la période 1971-2000. En 2020, Météo-France publie une typologie des climats de la France métropolitaine dans laquelle la commune est exposée à un climat océanique altéré et est dans la région climatique Lorraine, plateau de Langres, Morvan, caractérisée par un hiver rude (1,5 °C), des vents modérés et des brouillards fréquents en automne et hiver.
Pour la période 1971-2000, la température annuelle moyenne est de 10,5 °C, avec une amplitude thermique annuelle de 17 °C. Le cumul annuel moyen de précipitations est de 890 mm, avec 12,1 jours de précipitations en janvier et 7,3 jours en juillet. Pour la période 1991-2020, la température moyenne annuelle observée sur la station météorologique de Météo-France la plus proche, « Mt-Saint-Vincent », sur la commune de Mont-Saint-Vincent à 13 km à vol d'oiseau, est de 10,4 °C et le cumul annuel moyen de précipitations est de 891,2 mm. 
La température maximale relevée sur cette station est de 37,6 °C, atteinte le 12 août 2003 ; la température minimale est de −21,1 °C, atteinte le 10 février 1956,,.
Les paramètres climatiques de la commune ont été estimés pour le milieu du siècle (2041-2070) selon différents scénarios d'émission de gaz à effet de serre à partir des nouvelles projections climatiques de référence DRIAS-2020. Ils sont consultables sur un site dédié publié par Météo-France en novembre 2022.

## Urbanisme

### Typologie
Au 1er janvier 2024, Montchanin est catégorisée petite ville, selon la nouvelle grille communale de densité à sept niveaux définie par l'Insee en 2022.
Elle appartient à l'unité urbaine de Montchanin, une agglomération intra-départementale regroupant deux  communes, dont elle est ville-centre,,. Par ailleurs la commune fait partie de l'aire d'attraction du Creusot, dont elle est une commune de la couronne,. Cette aire, qui regroupe 22 communes, est catégorisée dans les aires de moins de 50 000 habitants,.

### Occupation des sols

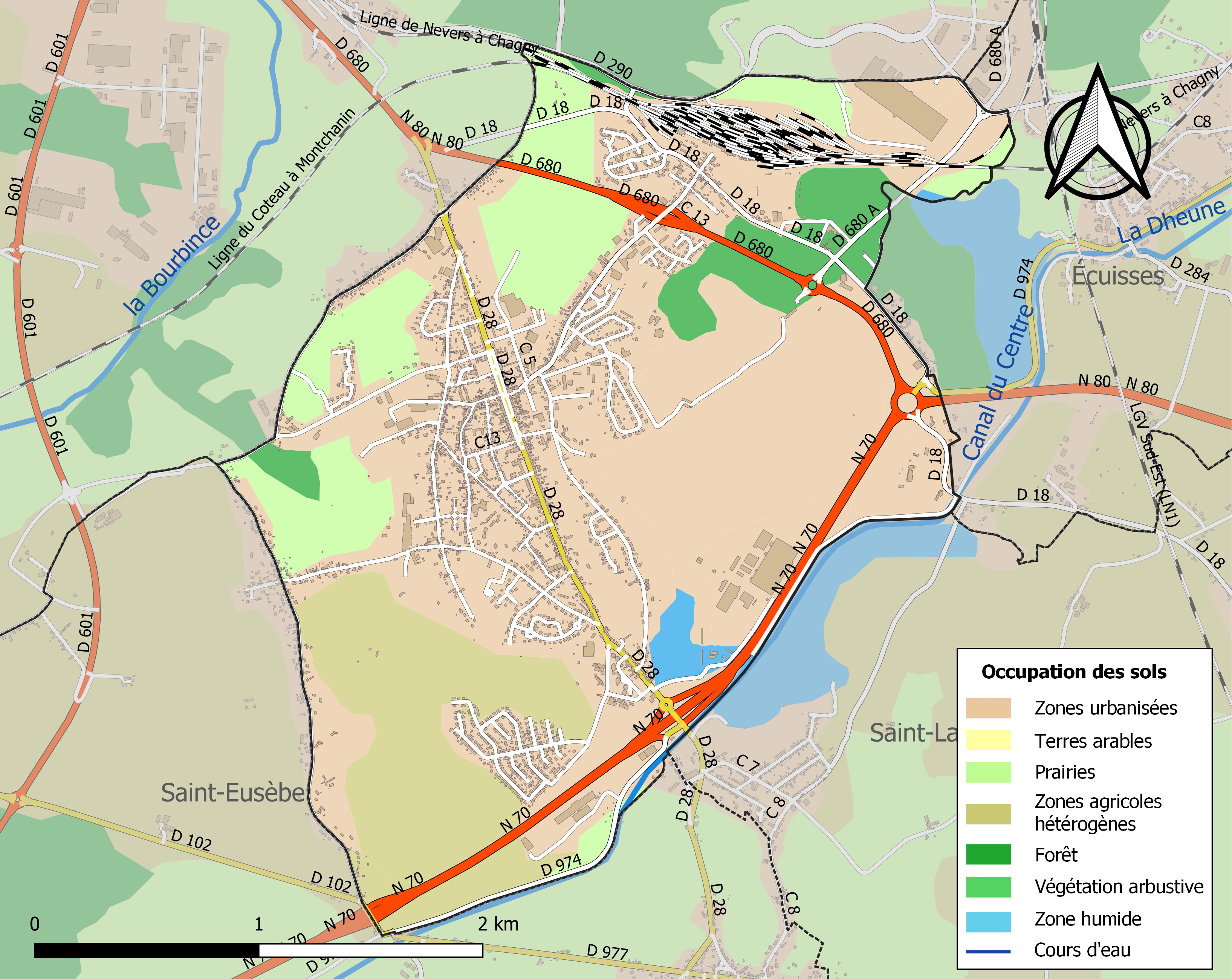
Carte des infrastructures et de l'occupation des sols de la commune en 2018 (CLC).

L'occupation des sols de la commune, telle qu'elle ressort de la base de données européenne d’occupation biophysique des sols Corine Land Cover (CLC), est marquée par l'importance des territoires artificialisés (66,8 % en 2018), en augmentation par rapport à 1990 (48 %). La répartition détaillée en 2018 est la suivante : zones urbanisées (41,7 %), espaces verts artificialisés, non agricoles (15,7 %), zones agricoles hétérogènes (13,6 %), prairies (12,9 %), zones industrielles ou commerciales et réseaux de communication (9,5 %), forêts (5,4 %), eaux continentales (1,3 %). L'évolution de l’occupation des sols de la commune et de ses infrastructures peut être observée sur les différentes représentations cartographiques du territoire : la carte de Cassini (XVIIIe siècle), la carte d'état-major (1820-1866) et les cartes ou photos aériennes de l'IGN pour la période actuelle (1950 à aujourd'hui).

### Habitat et logement
En 2021, le nombre total de logements dans la commune était de 2 731, alors qu'il était de 2 722 en 2016 et de 2 700 en 2011.
Parmi ces logements, 87,4 % étaient des résidences principales, 3,2 % des résidences secondaires et 9,4 % des logements vacants. Ces logements étaient pour 55,4 % d'entre eux des maisons individuelles et pour 44,4 % des appartements.
Le tableau ci-dessous présente la typologie des logements à Montchanin en 2021 en comparaison avec celle de Saône-et-Loire et de la France entière. Une caractéristique marquante du parc de logements est ainsi la faible proportion des résidences secondaires et logements occasionnels (3,2 %) par rapport au département (7,4 %) et à la France entière (9,7 %).
| Typologie                                               | Montchanin | Saône-et-Loire | France entière |
| ------------------------------------------------------- | ---------- | -------------- | -------------- |
| Résidences principales (en %)                           | 87,4       | 82,4           | 82,2           |
| Résidences secondaires et logements occasionnels (en %) | 3,2        | 7,4            | 9,7            |
| Logements vacants (en %)                                | 9,4        | 10,2           | 8,1            |

### Voies de communication et transports

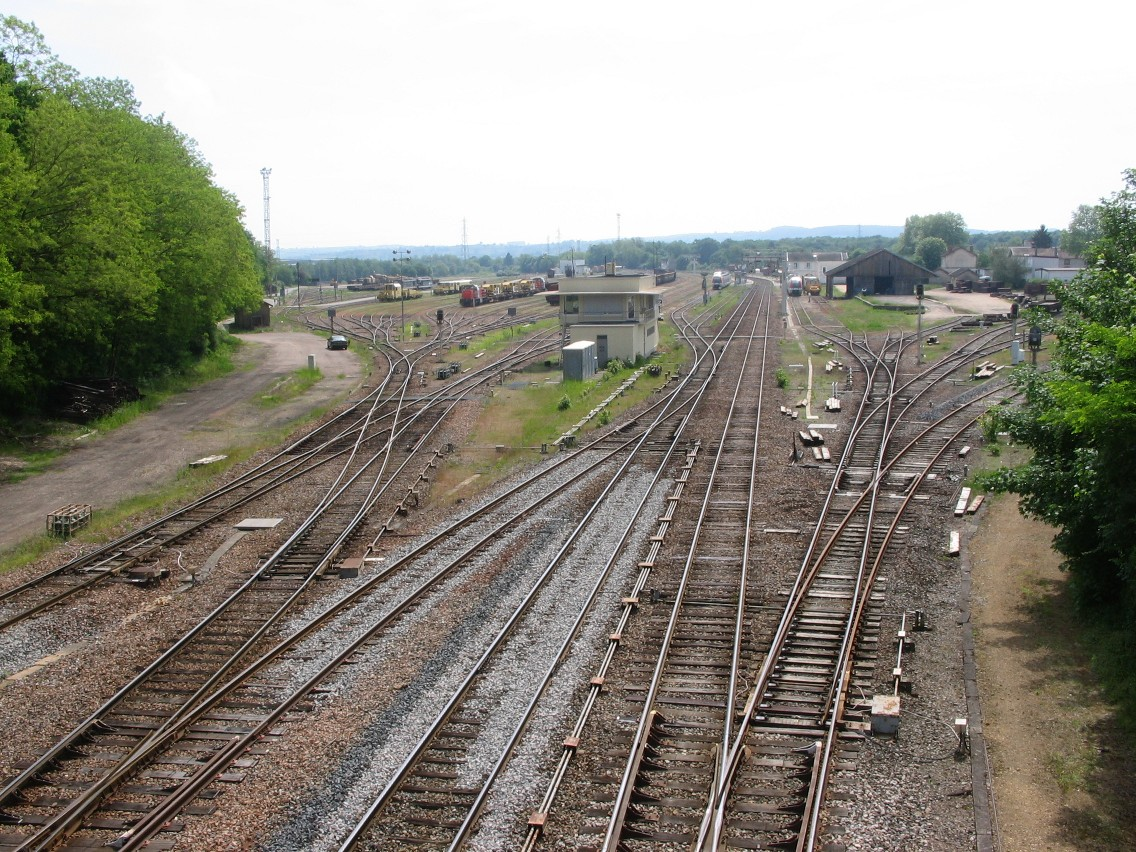
Le complexe ferroviaire de Montchanin en 2018.

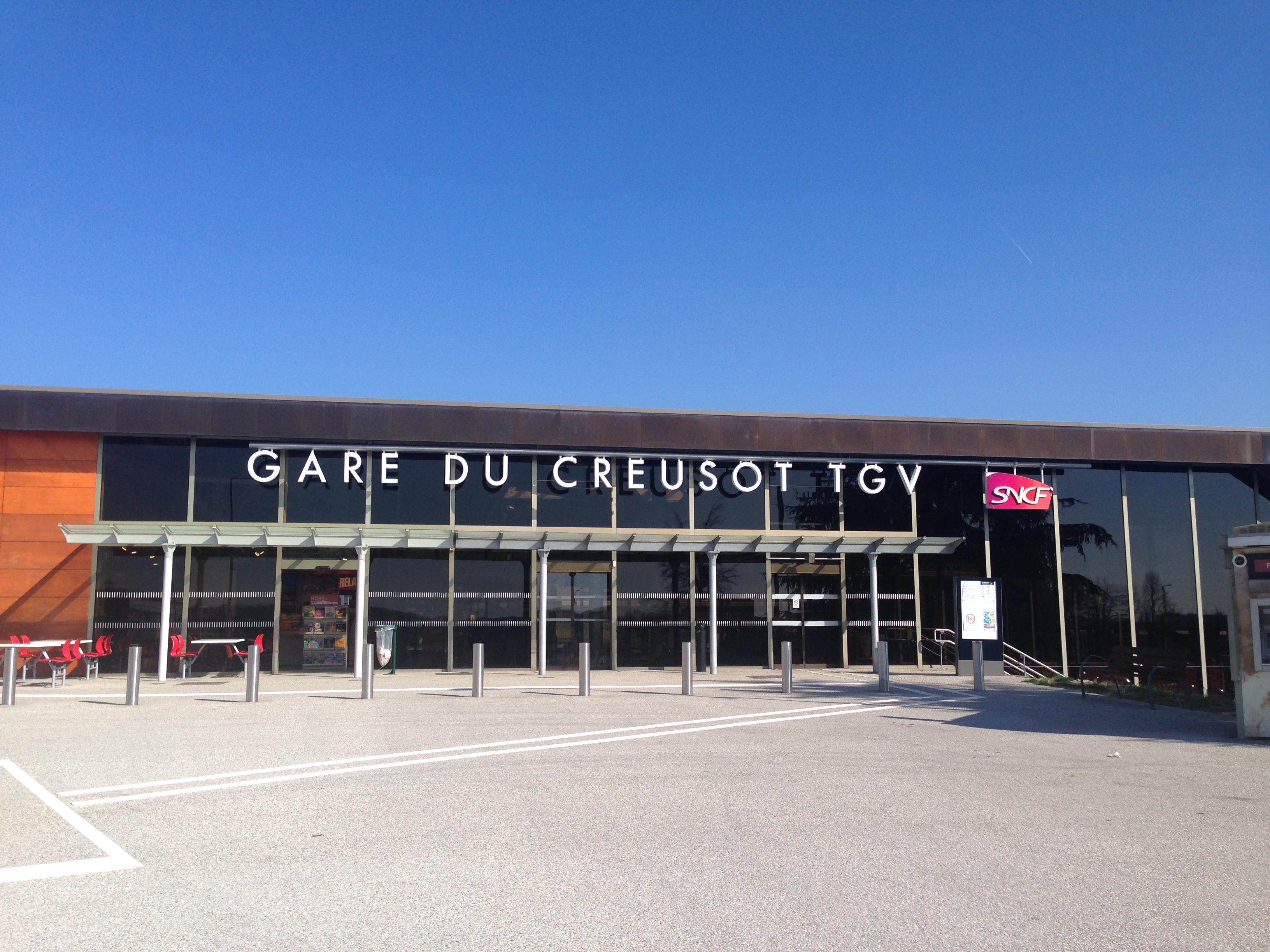
La gare du Creusot-TGV.

La commune est desservie par deux gares :
- la gare du Creusot TGV, située sur la ligne LGV Sud-Est, principalement desservie par des TGV reliant Paris Gare de Lyon à Lyon Perrache ou Saint-Étienne, desservant Lyon Part-Dieu et parfois Mâcon Loché TGV.
- la gare de Montchanin, située sur la ligne de Nevers à Chagny et  desservie par des trains du réseau TER Bourgogne-Franche-Comté, qui effectuent des missions entre les gares de Paray-le-Monial et Chalon-sur-Saône, Nevers et Dijon, Étang-sur-Arroux et Dijon.

On y trouve également le canal du Centre, qui lui permet d'exploiter le tourisme fluvial (« les sept écluses » entre Montchanin et Chagny).

## Histoire
Le village des Brosses dépendait de la paroisse de Saint-Eusèbe instituée commune par  la Révolution française.
La compagnie des Houillères multiplie les instances pour faire ériger les Brosses en commune.
Par un décret impérial du 31 mai 1854, le hameau devient une commune sous le nom de Montchanin-les-Mines. Un second décret, en date du 5 février 1855, érige la dite commune en paroisse sur les propositions de l’évêque d’Autun et du préfet. La paroisse augmente rapidement sa population, son curé sollicitant l’établissement d’un vicariat. Le premier vicaire de Montchanin-les-Mines est l’abbé Paul Dessendre, en 1867. La commune prend son nom actuel de Montchanin en 1958.
De 1857 à 1968, bénéficiant de précieux atouts (l'un géologique, la présence massive de houille  —  exploité entre 1820 et 1912 —  et d'argile, l'autre géographique, le canal du Centre et des réseaux ferré et routier développés), Montchanin fut le siège de l'une des plus importantes tuileries de France. Cette tuilerie développée par Charles Avril (1817-1891) devint la Grande Tuilerie mécanique et perfectionnée de Bourgogne ; elle fusionna en 1938 avec la Société des grandes tuileries bourguignonnes de Chagny (établissements Lambert).

Montchanin au XIXe siècle et au début du XXe siècle
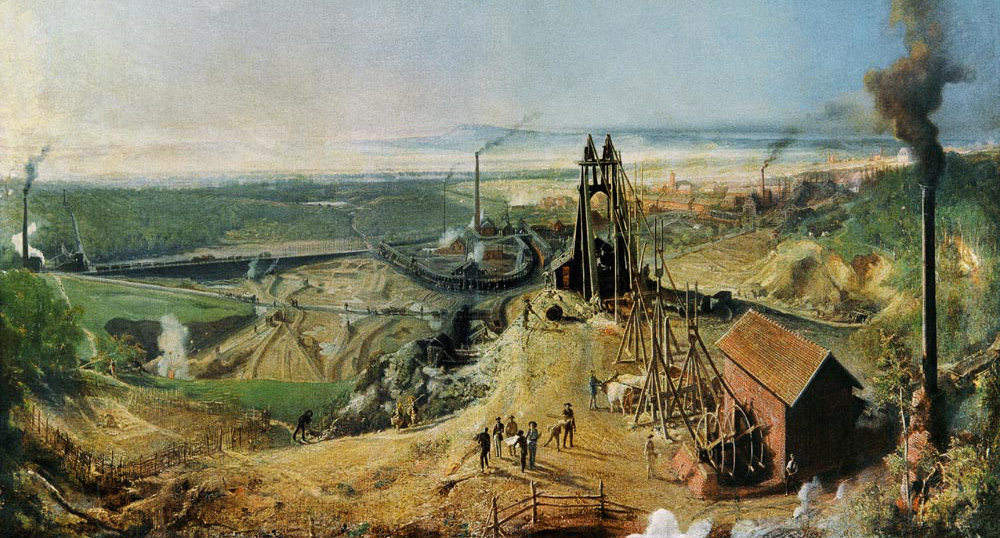
Paysage des puits de Montchanin en 1856.
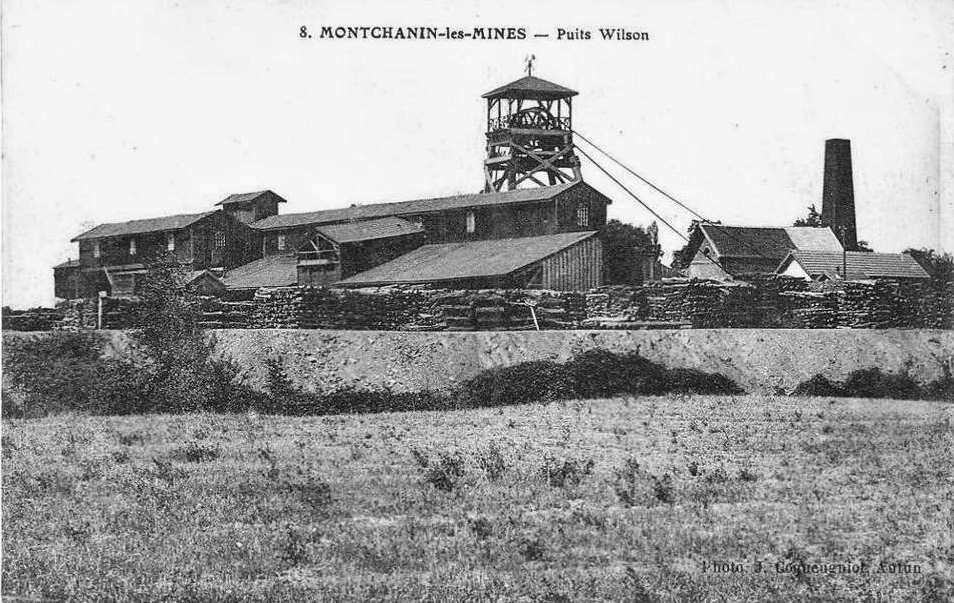
Le puits Wilson vers 1900.
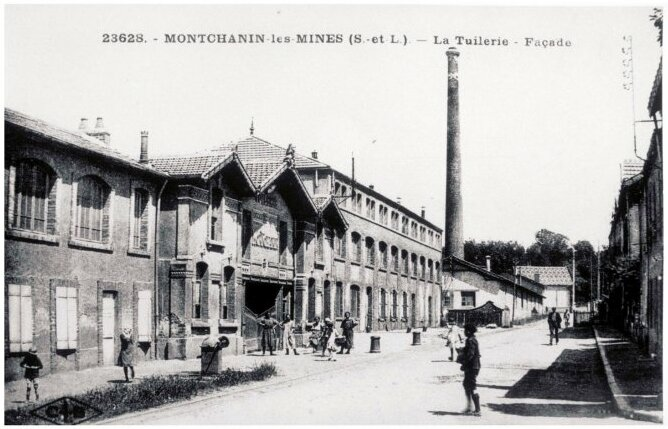
La tuilerie.
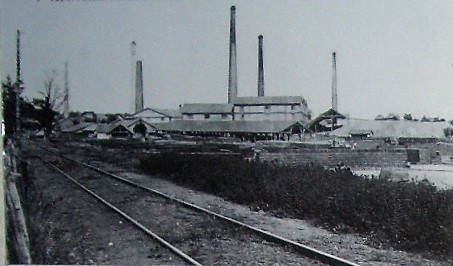
La tuilerie.

De 1889 au 7 avril 1969 (date de sa fermeture par la SNCF), Montchanin est reliée à Saint-Gengoux-le-National par l;a ligne d'Étiveau à Montchanin.

## Politique et administration

### Rattachements administratifs et électoraux

#### Rattachements administratifs
La commune, créée en 1854, se trouve dans l'arrondissement de Chalon-sur-Saône du département de Saône-et-Loire
Elle faisait partie de 1854 à 1926 du canton de Mont-Saint-Vincent, année où elle devient le chef-lieu du canton de Montchanin. Dans le cadre du redécoupage cantonal de 2014 en France, cette circonscription administrative territoriale a disparu, et le canton n'est plus qu'une circonscription électorale.

#### Rattachements électoraux
Pour les élections départementales, la commune fait partie depuis 2014 du canton de Blanzy
Pour l'élection des députés, elle fait partie de la cinquième circonscription de Saône-et-Loire.

### Intercommunalité
Montchanin est membre de la communauté urbaine Creusot Montceau, un établissement public de coopération intercommunale (EPCI) à fiscalité propre créé en 1970 et auquel la commune a transféré un certain nombre de ses compétences, dans les conditions déterminées par le code général des collectivités territoriales.

### Liste des maires
| Période                                  | Période                       | Identité                 | Étiquette    | Qualité |
| ---------------------------------------- | ----------------------------- | ------------------------ | ------------ | --- |
| Les données manquantes sont à compléter. |                               |                          |              | |
| juillet 1854                             | septembre 1870                | Charles Avril            |              | |
| septembre 1870                           | septembre 1870                | Vivant Rochette          |              | |
| septembre 1870                           | mai 1871                      | Pierre Pidault           |              | |
| mai 1871                                 | juillet 1873                  | Claude Micheli           |              | |
| août 1873                                | janvier 1874                  | Philibert Pretet-Loiseau |              | |
| février 1874                             | janvier 1878                  | Jules Granger            |              | |
| janvier 1878                             | novembre 1882                 | Maximilien David         |              | |
| janvier 1883                             | mai 1888                      | Jacques Tremeau          |              | |
| mai 1888                                 | mars 1892                     | Ernest Douin             |              | |
| mars 1892                                | mai 1900                      | Philibert Pretet         |              | |
| mai 1900                                 | février 1907                  | Sébastien Pernet         |              | |
| février 1907                             | décembre 1907                 | Étienne Binet            |              | |
| décembre 1907                            | mai 1908                      | Jean Raquillet           |              | |
| mai 1908                                 | août 1914                     | Clément Flety            |              | |
| août 1914                                | décembre 1919                 | MM. Augagneur et Jury    |              | Adjoints faisant fonction de maire |
| décembre 1919                            | septembre 1941                | Jean-Marie Gillot        | SFIO         | Mineur puis libraire Conseiller général de Mont-Saint-Vincent (1925 → 1926) Conseiller général de Montchanin (1926 → 1940)                                                                   |
| septembre 1941                           | août 1944                     | Jean Berthier-Pardon     |              | Serrurier Nommé conseiller départemental en 1942 par le Gouvernement de Vichy Nommé par le régime de Vichy                                                                                   |
| novembre 1944                            | août 1947                     | Jean-Marie Gillot,       | SFIO         | Mineur puis libraire Conseiller général de Montchanin (1945 → 1947) Président du conseil général de Saône-et-Loire (1945 → 1947) Mort en fonction                                            |
| octobre 1947                             | mai 1969                      | Lucien Parriat           | SFIO         | Ouvrier outilleur raboteur Conseiller général de Montchanin (1947 → 1970) Démissionnaire |
| mai 1969                                 | juin 1979                     | Louis Farastier,         | SFIO puis PS | Chef d’atelier à la fonderie Henri-Paul Conseiller général de Montchanin (1970 → 1982) Conseiller régional de Bourgogne Chevalier des Palmes Académiques Démissionnaire                      |
| juin 1979                                | mars 1989                     | Pierre Forest            | PS           | Employé Conseiller général de Montchanin (1982 → 1988) Vice président de la CU Creusot Montceau[Quand ?]                                                                                     |
| mars 1989                                | mars 2008                     | Pierre Corneloup         | RPR puis UMP | Assureur Conseiller général de Montchanin (1988 → 2008) Vice-président du conseil général de Saône-et-Loire Vice-président de la CU Creusot Montceau Chevalier de la Légion d'honneur (2004) |
| mars 2008                                | mars 2023                     | Jean-Yves Vernochet      | PS           | Cadre du secteur privé Conseiller général de Montchanin (2008 → 2015) Conseiller départemental de Blanzy (2015 → 2021) Vice-président de la CU Creusot Montceau[Quand ?] Démissionnaire      |
| mars 2023                                | En cours (au 25 janvier 2024) | Yohann Cassier           | PS           | Directeur administratif du district de football de Saône-et-Loire Premier adjoint au maire (2016 → 2023) Vice-président de la CU Creusot Montceau                                            |

### Jumelages
La ville de Montchanin est jumelée avec :
- Wirges (Allemagne) depuis juin 1977.

## Équipements et services publics
- Randonnée, promenade,
- Piscine,
- Restaurant,
- Bibliothèque,
- Stade,
- Salle des fêtes.
- Centre social et culturel La Tuilerie , inaugurée le 1er mai 2004 pour les 150 ans de la commune.

## Population et société

### Démographie
L'évolution du nombre d'habitants est connue à travers les recensements de la population effectués dans la commune depuis 1856. Pour les communes de moins de 10 000 habitants, une enquête de recensement portant sur toute la population est réalisée tous les cinq ans, les populations de référence des années intermédiaires étant quant à elles estimées par interpolation ou extrapolation. Pour la commune, le premier recensement exhaustif entrant dans le cadre du nouveau dispositif a été réalisé en 2008.

En 2022, la commune comptait 4 982 habitants, en évolution de −2,28 % par rapport à 2016 (Saône-et-Loire : −1,06 %, France hors Mayotte : +2,11 %).
| 1856  | 1861  | 1866  | 1872  | 1876  | 1881  | 1886  | 1891  | 1896  |
| ----- | ----- | ----- | ----- | ----- | ----- | ----- | ----- | ----- |
| 1 500 | 3 016 | 3 522 | 3 411 | 4 611 | 4 780 | 4 856 | 4 014 | 4 380 |

| 1901  | 1906  | 1911  | 1921  | 1926  | 1931  | 1936  | 1946  | 1954  |
| ----- | ----- | ----- | ----- | ----- | ----- | ----- | ----- | ----- |
| 4 514 | 4 243 | 4 689 | 5 867 | 5 739 | 5 692 | 5 247 | 5 009 | 5 452 |

| 1962  | 1968  | 1975  | 1982  | 1990  | 1999  | 2006  | 2008  | 2013  |
| ----- | ----- | ----- | ----- | ----- | ----- | ----- | ----- | ----- |
| 6 405 | 6 408 | 6 279 | 6 263 | 5 960 | 5 593 | 5 521 | 5 490 | 5 226 |

| 2018  | 2022  | - | - | - | - | - | - | - |
| ----- | ----- | - | - | - | - | - | - | - |
| 4 963 | 4 982 | - | - | - | - | - | - | - |

### Sports et loisirs
- Rugby à XV : le Stade montchaninois Bourgogne a évolué par le passé jusqu'en 1re division groupe A,
- Football : Jeunesse Sportive Montchanin Odra (JSMO).

### Cultes
Montchanin dispose d'une église de culte catholique et d'une association Islamique.

## Culture locale et patrimoine

### Lieux et monuments
- Église de 1846/1847 édifiée par la Société des Houillères de Montchanin, devenue église paroissiale en 1854; et agrandie de deux collatéraux et 1877 puis dotée d'une église en 1893[32]
- Ancienne école, construite en 1838 par la Société des Houillères de Montchanin. La mairie s'y implante de 1854 à 1927, après la création de la commune et la Compagnie construit ailleurs de nouvelles écoles. Le bâtiment est ensuite utilisé comme perception et par le Secours catholique jusqu'à la fin des années 1990[33].
- Anciennes écoles Schneider, construites en 1877 par les Établissements Schneider à proximité immédiate de la Cité Nouvelle et agrandies  entre 1880 et 1898 d'une chapelle, d'une cuisine, d'un réfectoire, d'un parloir et d'un dortoir de 16 lits, destinés aux sœurs dirigeant l'école.
L'ancienne école de garçons accueille désormais la bibliothèque municipale, et celle des filles l'actuelle école primaire Curie Pasteur[34].
- cure.
- Château Avril, logement patronal construit en 1855 par la Société des Houillères de Montchanin alors dirigée par Charles Avril. Le château est détruit en 1891 en raison des dégâts causés par les travaux miniers souterrains et il n'en subsiste que les écuries et les communs fortement remaniés, ainsi que la ferme du château (pigeonnier et remise) ainsi que la conciergerie appelée pavillon neuf. Ils sont revêtus de nombreuses céramiques architecturales de production locale[35].
- Château de la Tuilerie, logement patronal édifié entre 1880 et 1890  par le nouveau propriétaire de la Grande Tuilerie de Bourgogne, C. Duval[36].
- Cité ouvrière des Pisés, construite en 1861 par la Société des Houillères de Montchanin et constituée de quatre bâtiments de quatre logements chacun. En 1869, elle devient propriété des  établissements Schneider lors de l'acquisition des houillères en 1869. L'un des bâtiments est reconstruit à l'identique en 1899 après son effondrement[37].
- Cité ouvrière dite La Cité Nouvelle, de 32 logements ouvriers et deux de contremaîtres, construite entre 1874 à 1876 pour les ouvriers des mines de Montchanin exploitées par les Établissements Schneider[38].
- Logements ouvriers, 49-93 avenue de la Libération, construits à partir de 1869 pour loger les ouvriers de la Grande Tuilerie de Bourgogne[39].
- Maison Godillot, 127 Avenue de la Libération, construite en 1905 comme maison témoin sur les plans de la Grande Tuilerie de Bourgogne, qui exposait ainsi certaines de ses productions le long de la route conduisant de la gare au centre de Montchanin[40].
- Immeuble dce quatre logements ouvriers, rue du Pont Jeanne-Rose, construit en 1903  par la Grande Tuilerie de Bourgogne, qui y présente également des éléments décoratifs en céramique produits par la tuilerie[41].
- Logements ouvriers, 3-5 rue de la Tuilerie, construits vers 1904 par la Grande Tuilerie de Bourgogne de Montchanin, à proximité immédiate de son usine[42].
- Ancienne Fonderie Henri-Paul, traversée par le Canal du Centre, construite en 1918 par les Établissements Schneider du Creusot. En 2020, elle a une capacité de production de 30 000 tonnes annuelles d'acier et de 3.000 tonnes de bronze et laiton. La dernière coulée a lieu en janvier 1984 et les locaux servent désormais à de nouvelles activités industrielles.
La fonderie employait 1500 ouvriers en 1921, 780 en 1965, 700 et 1977[43].
- Ancienne Grande Tuilerie de Bourgogne, rue Lamartine, créé en 1858 sous la raison sociale Georges et Cie, cet ensemble d'industrie céramique se développe après son rachat en 1863 par la société Charles Avril et Cie, alors propriétaire des houillères de Montchanin. Vendue en 1878, elle devient la Société Anonyme de la Grande Tuilerie de Bourgogne à Montchanin-les-Mine, tuilerie majeure en France qui produit en 1862 1, 2 million de tuiles mécanique, 5 millions en 1864, 12 à 14 millions en 1910. En 1938, elle fusionne avec la tuilerie de Chagny et son activité commence à décliner. L'entreprise ferme en 1969 et la grande majorité des bâtiments d'exploitation sont détruits en 1978. En 2020, il en subsiste l'ancien atelier des réfractaires datant de 1927, l'atelier des creusets (dont la destruction est programmée), et l'ancienne fonderie de 1927.
L'usine connaît deux grandes grèves, en 1899-1900 et 1936. Effectifs : 200 ouvriers en 1865 ; 500 en 1880 ; 330 en 1890 ; 600 en 1901[44].
- Il subsiste plusieurs vestiges de l'exploitation  des Houillères de Montchanin sur le territoire de la commune, notamment, le puits de la Grille, le puits Wilson et des cheminées d'aérage[45],[46].

Vestiges miniers de Montchanin.
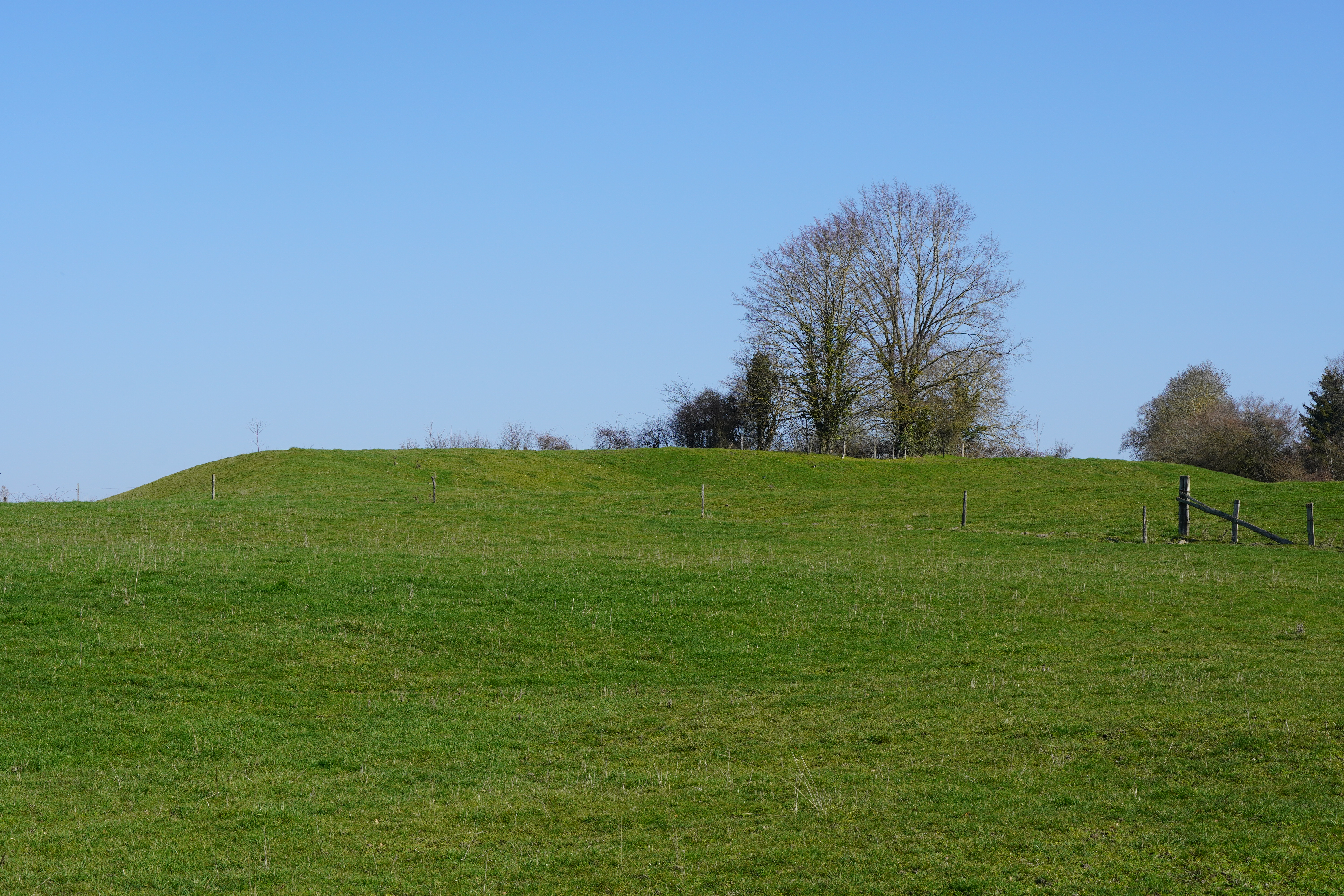
Le terril du puits de la Grille.
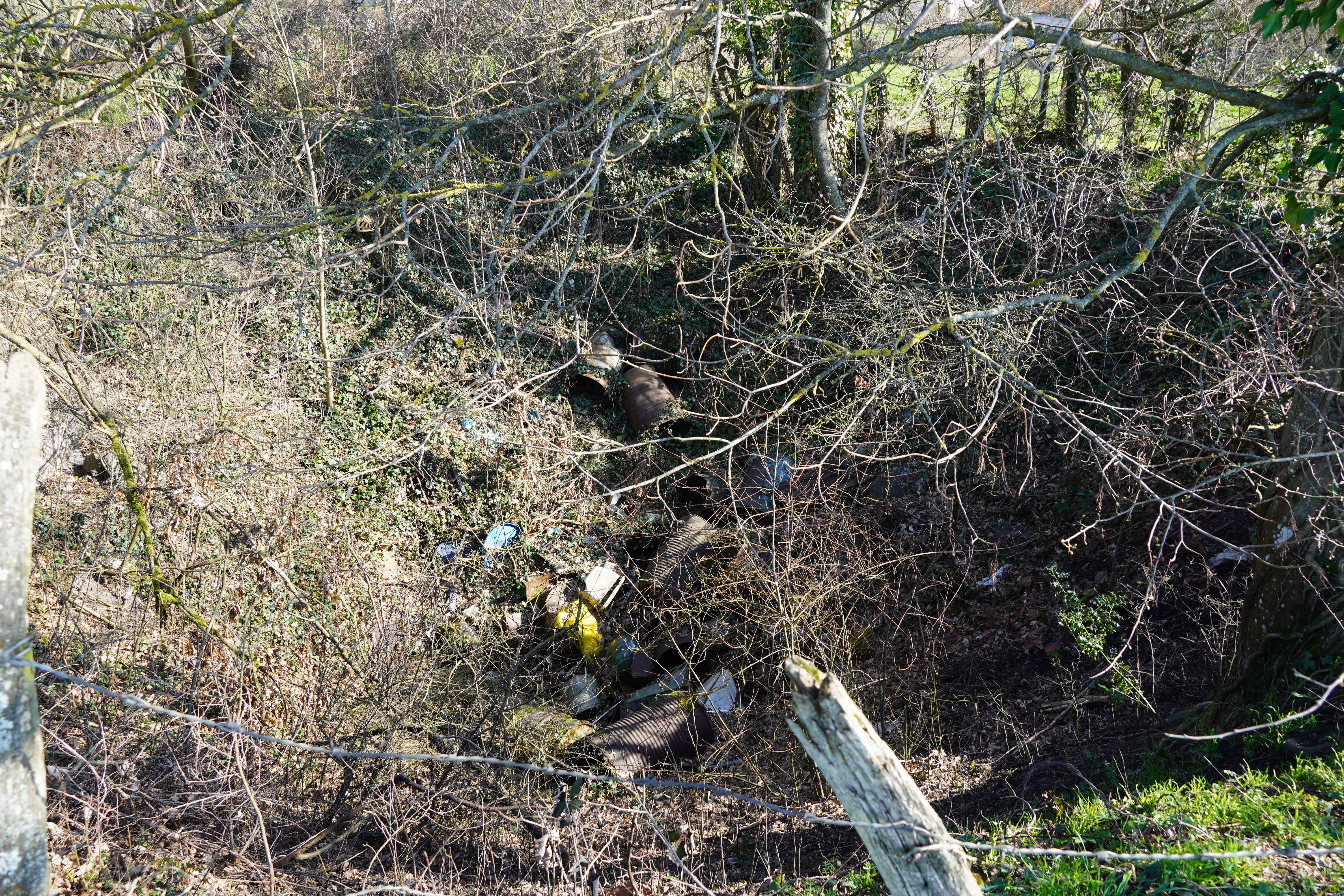
L’entonnoir formé par le puits de la Grille.
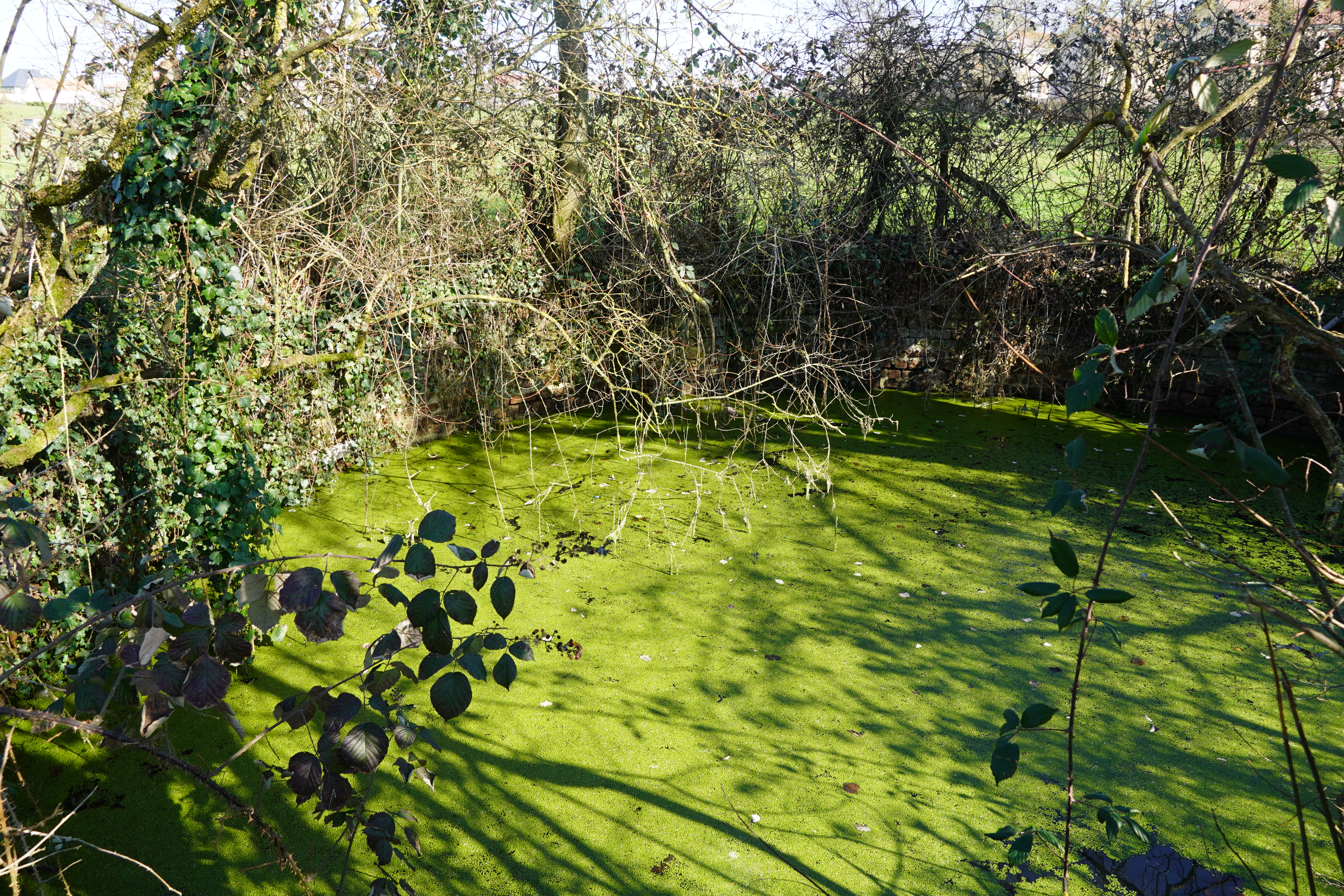
Puits secondaire inondé du puits de la Grille.
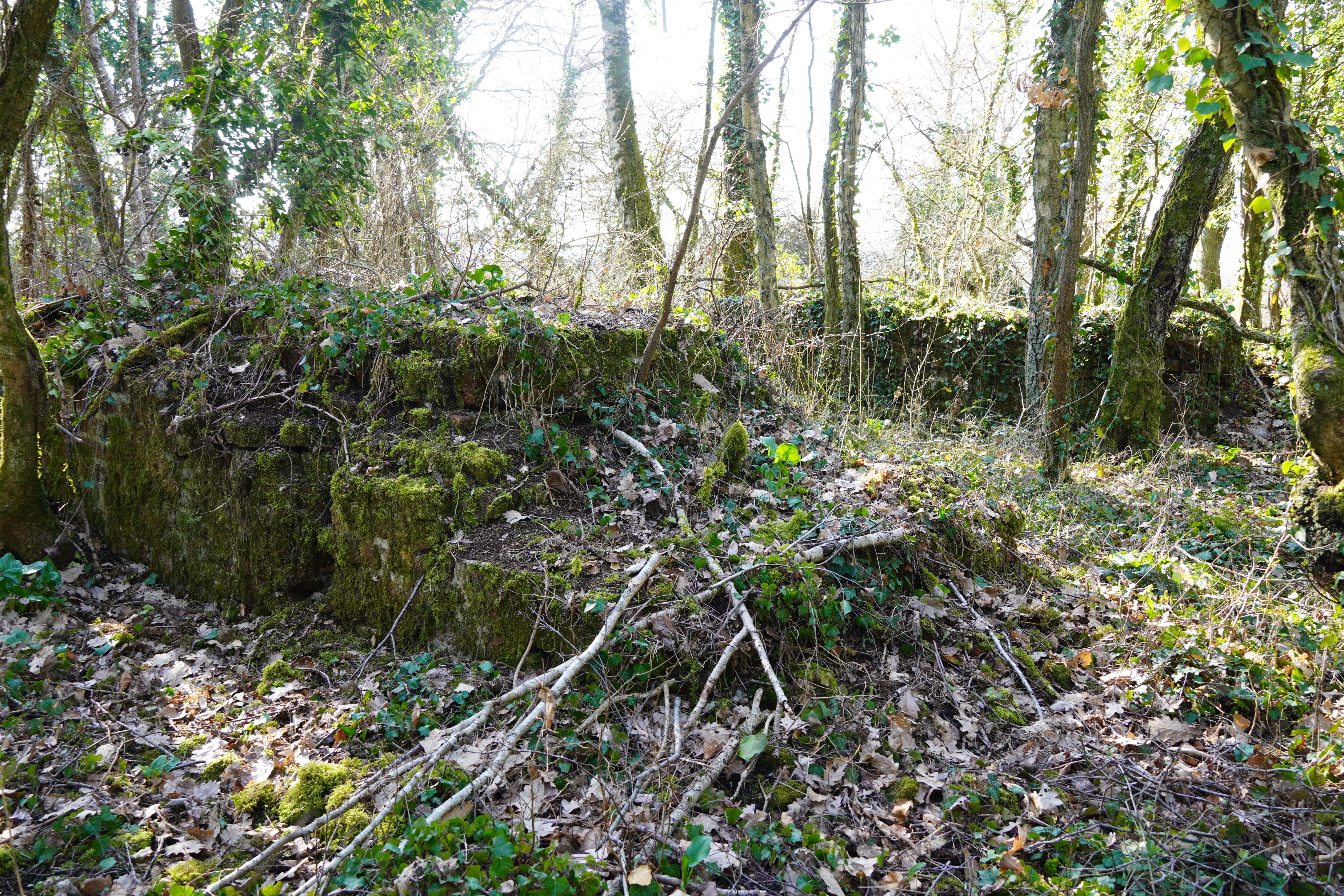
Les ruines du puits Wilson.
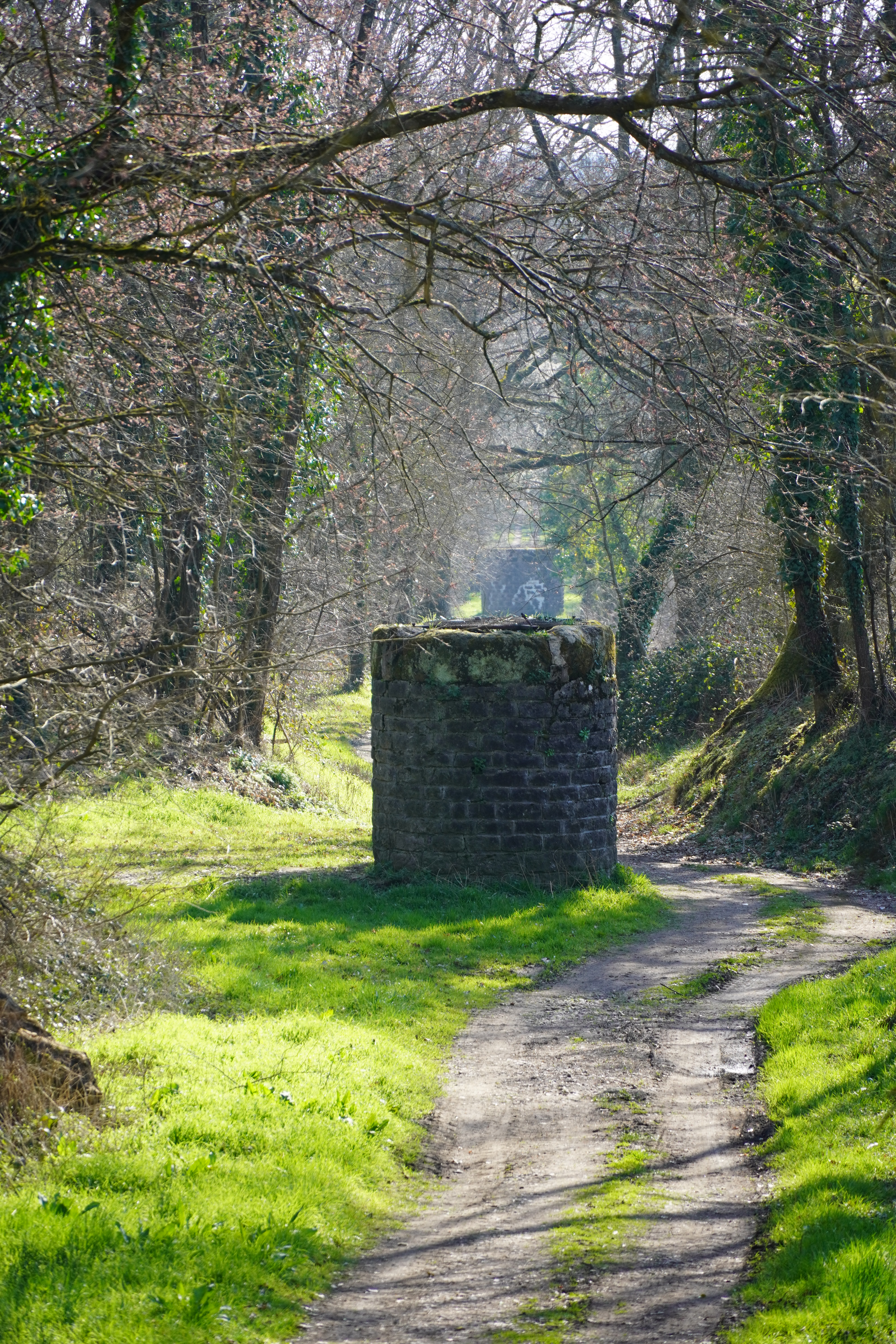
Deux cheminées d'aérage alignées.

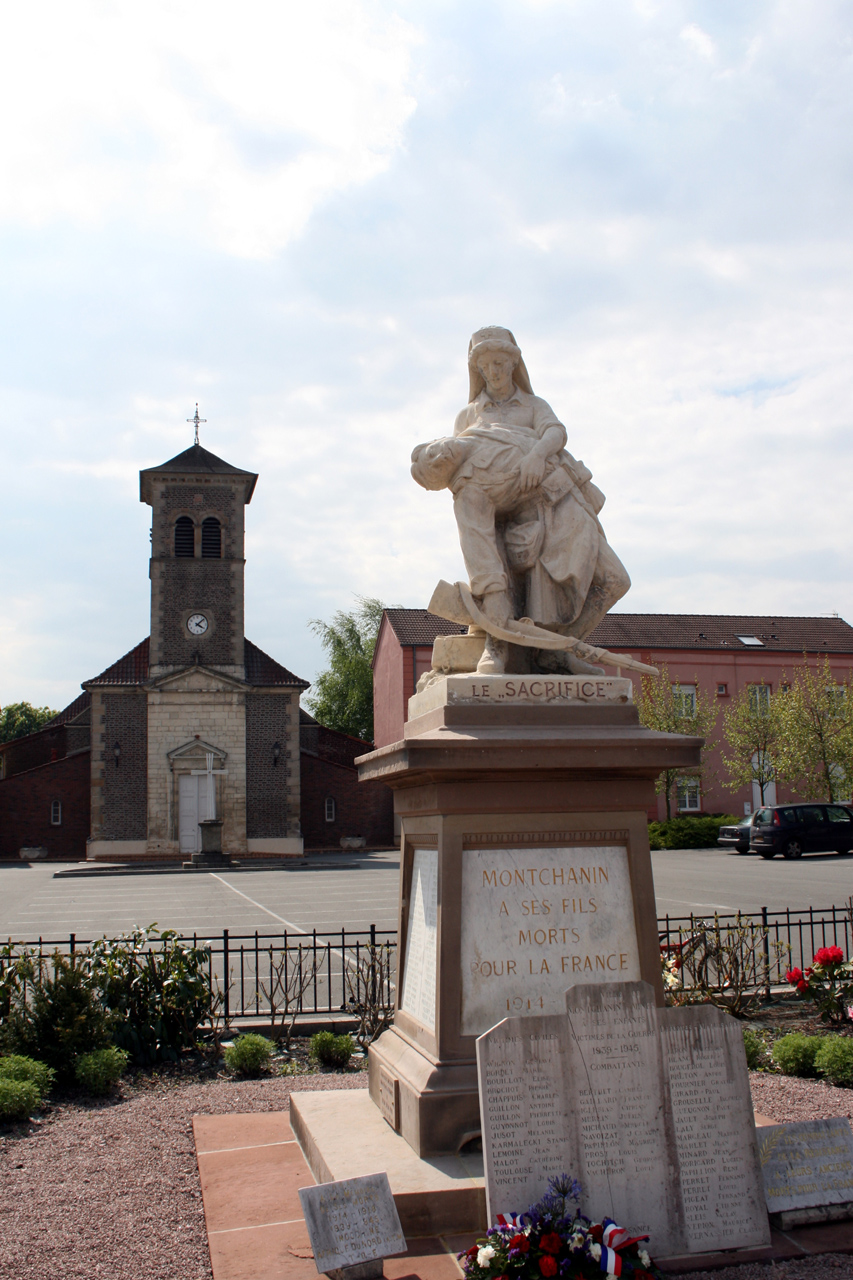
Le monument aux morts et l'église.
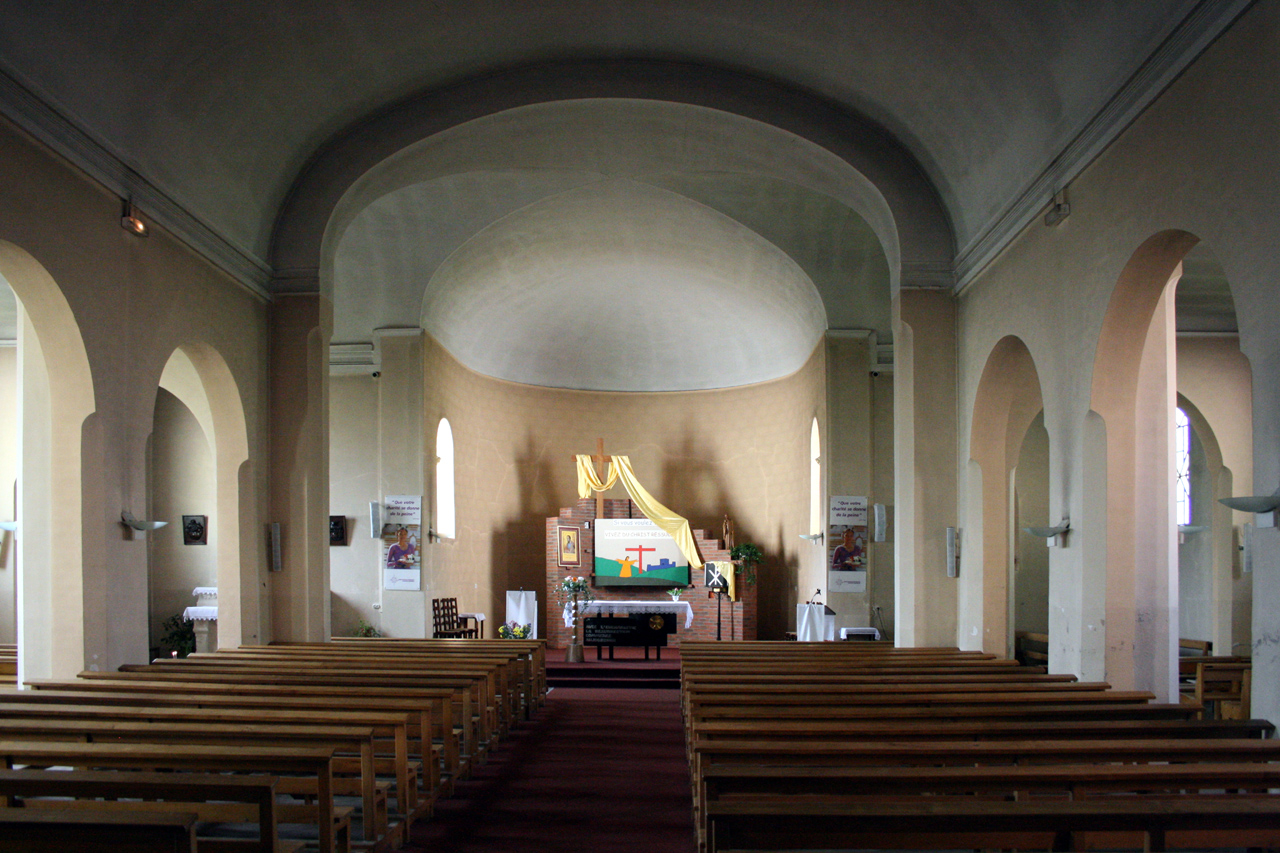
Intérieur de l'église.
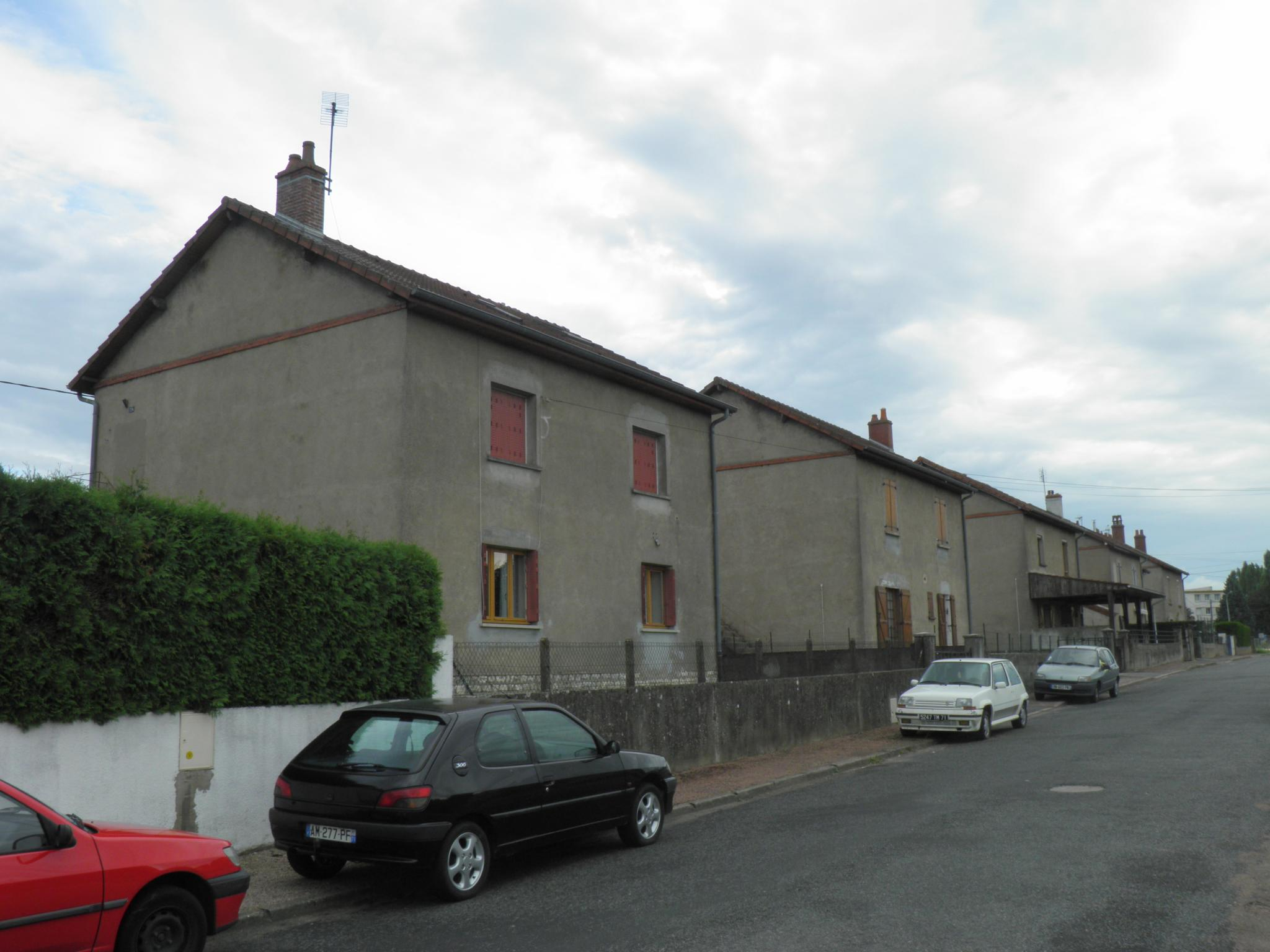
La cité du Château-d'eau.
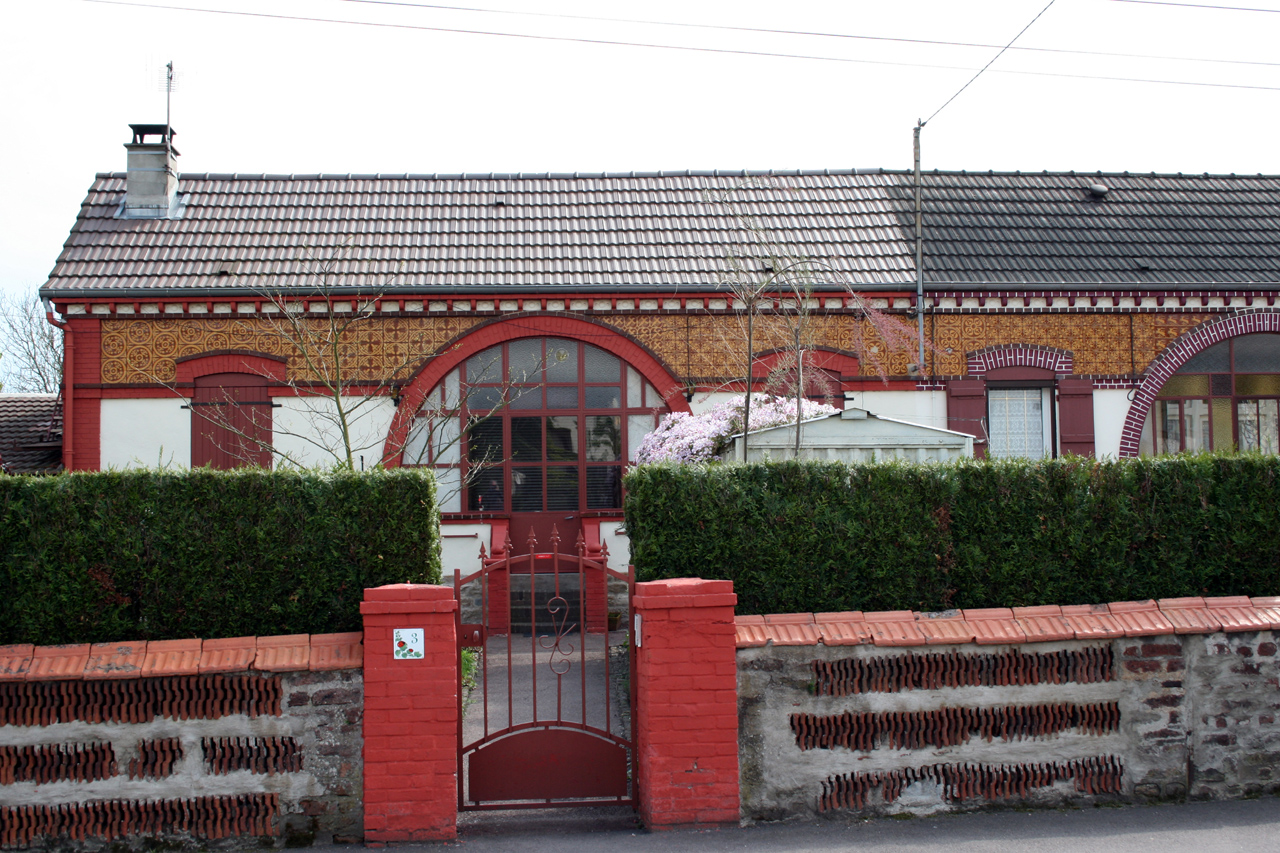
Logements ouvriers, 3-5 rue de la Tuilerie.
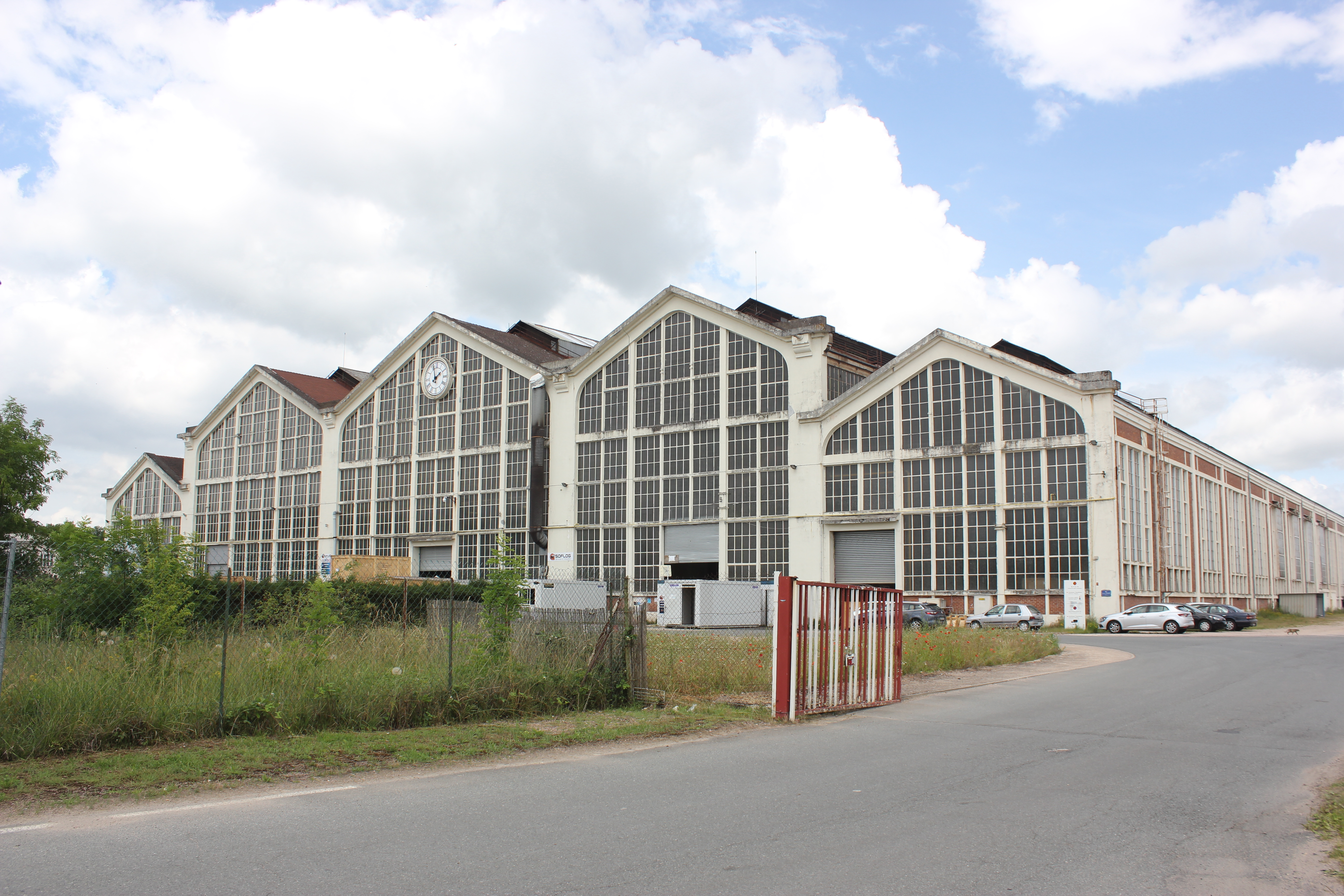
L'ancienne fonderie.

### Héraldique
| Blason de Montchanin | Blason  | De sinople à la barre d’argent chargée d’un TGV d’orangé, de sable et d’argent mouvant de la pointe et accompagnée en chef d’un chevalet de mine, aussi de sable mouvant de la barre et brochant sur une usine de même et en pointe, d’une roue dentée également de sable enclenchée à un pignon du même. Le tout en barre soutenu de trois anneaux olympiques accolés d’azur, de gueules et d’or, 2 et 1 à la bordure componée de 22 pièces d’argent et de gueules. |
| Blason de Montchanin | Détails | Le statut officiel du blason reste à déterminer. |

### Personnalités liées à la commune
- Léon Gromier (1879-1965), prélat catholique français, rubriciste et liturgiste, y est né.
- Lazare Venot (1902-1977), coureur cycliste, est mort à Montchanin.
- Jean Mattéoli (1922-2008), homme politique français, ministre du travail de 1979 à 1981, y est né.
- Sergio Lanfranchi (1925-2000), joueur italien de rugby à XV, joueur au Stade montchaninois Bourgogne de 1965 à 1971.

## Pour approfondir